# Toyota C-HR
A Toyota C-HR a japán Toyota Motor Corporation által gyártott kisméretű szabadidő-autó (SUV). 2016 novemberében indult a gyártása, Japánban 2016. december 14-re érkezett meg a piacra. Európában, Ausztráliában és Észak-Amerikában csak 2017 elején kezdték meg az árusítását.  A C-HR név jelentése Compact High Rider, Cross Hatch Run-about vagy Coupé High Rider.

## A modell

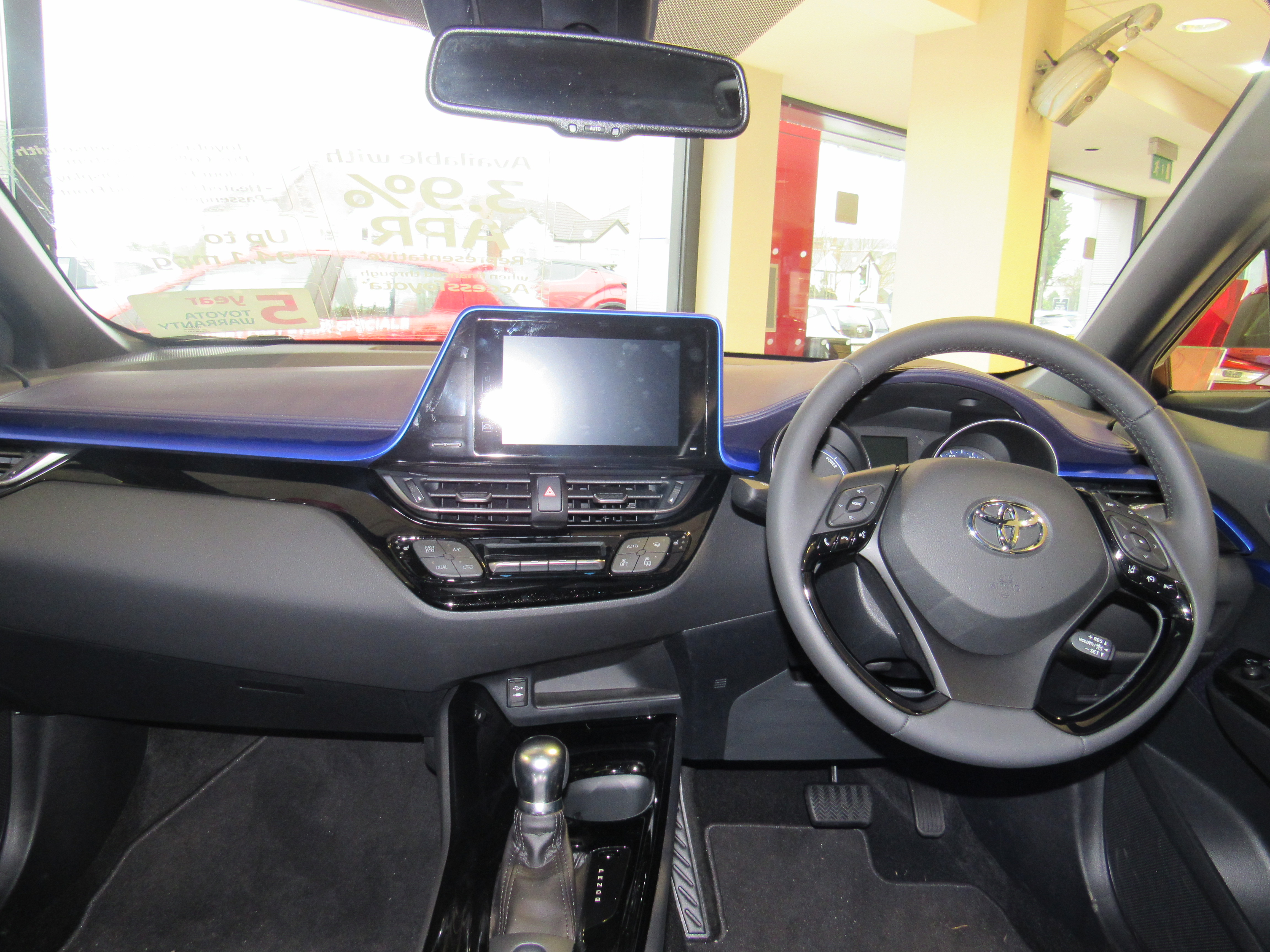
A C-HR belsőtere

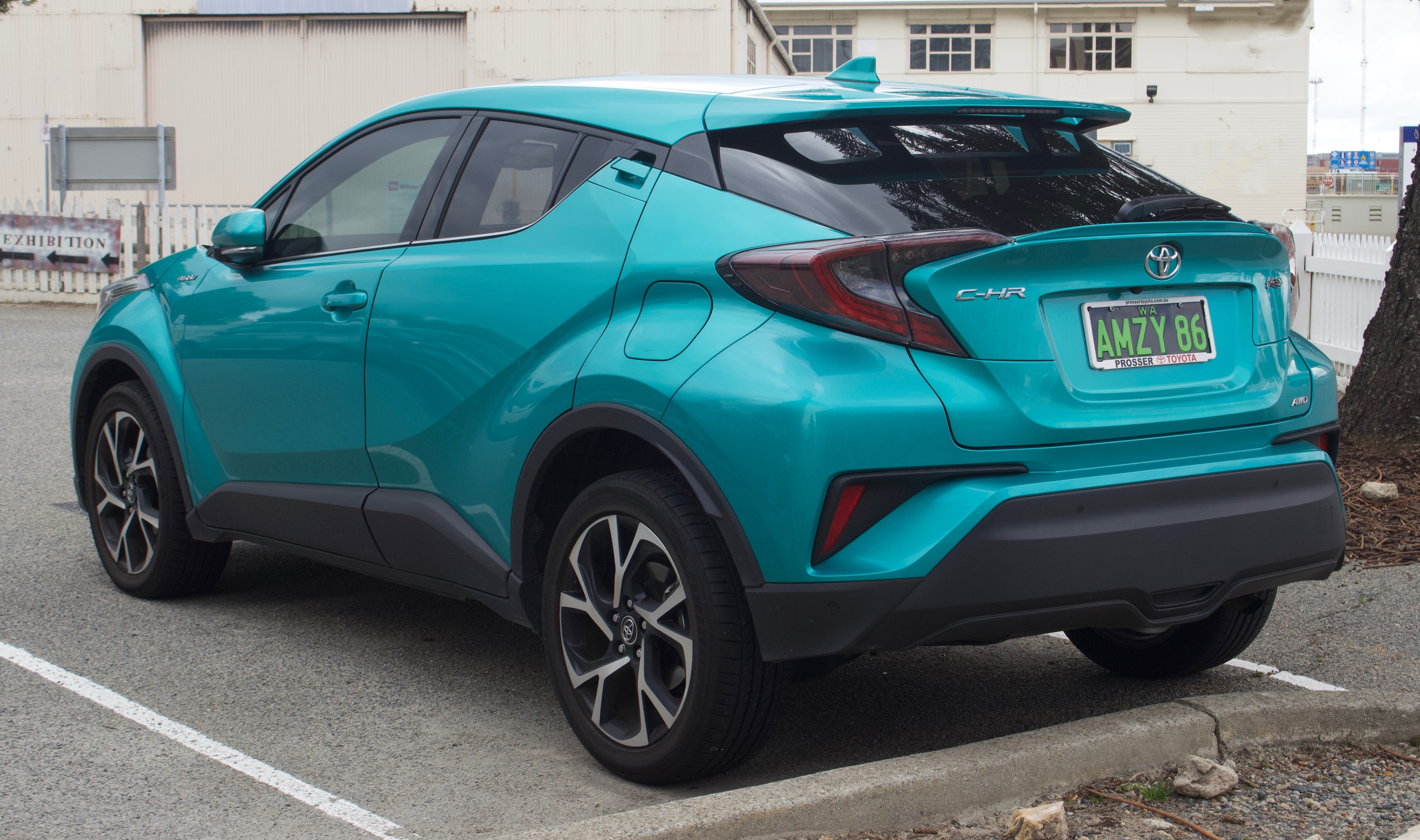
Toyota C-HR Ausztráliában

A sorozatgyártású változatot 2016 márciusában a Genfi Autókiállításon leplezték le. Az Észak-Amerikába szánt verzió 2016 novemberében a Los Angeles-i autókiállításon mutatkozott be. Malajziában 2017. május 13-án tartották a bemutatót, 2018. március 22-étől kapható. Indonéziában 2017. augusztus 10-én láthatták először a hibrid C-HRt Gaikindóban. Az ASEAN országok C-HRje Thaiföldön lett bemutatva 2017. november 30-án, a 34. Thaiföldi Nemzetközi Autókiállításon. Indonéziában 2018. április 10-e óta kapható, Thaiföldről importálják.
Japánban a C-HR-t minden Toyota-hálózat árusítja (Toyota Store, Toyopet Store, Corolla Store és a Netz). Az észak-amerikai C-HR-eket Törökországban gyártják.
Az amerikai C-HR kizárólag egy kétliteres szívóbenzin motorral kapható, más piacokon két másik motorral is elérhető. Észak-Amerikában eredetileg a Scion modelljeként kívánták árusítani, mielőtt ez utóbbi márkát megszüntették.
A 2024 júniusában közzétett adatok alapján a Toyota C-HR a legkeresettebb hibrid modell a használt autók piacán.

## C-HR gyártás
| Évjárat | Európa  | USA    | Thaiföld   |
| ------- | ------- | ------ | ---------- |
| 2016    | 7,123   | 0      | Nincs adat |
| 2017    | 108,170 | 25,755 | Nincs adat |
| 2018    | 131,348 | 49,642 | 15,930     |

## Fordítás
Ez a szócikk részben vagy egészben  a   Toyota C-HR című angol Wikipédia-szócikk fordításán alapul.  Az eredeti cikk szerkesztőit annak laptörténete sorolja fel. Ez a jelzés csupán a megfogalmazás eredetét és a szerzői jogokat jelzi, nem szolgál a cikkben szereplő információk forrásmegjelöléseként.